# Dicranolasma
Dicranolasmatidae
Famille
Genre
Synonymes
- Amopaum Sørensen, 1873

Dicranolasma, unique représentant de la famille des Dicranolasmatidae, est un genre d'opilions dyspnois.

## Distribution
Les espèces de ce genre se rencontrent en Europe et au Proche-Orient

## Liste des espèces
Selon World Catalogue of Opiliones (23/04/2021) :
- Dicranolasma apuanum Marcellino, 1971
- Dicranolasma cretaeum Gruber, 1998
- Dicranolasma cristatum Thorell, 1876
- Dicranolasma giljarovi Šilhavý, 1966
- Dicranolasma hirtum Loman, 1894
- Dicranolasma hoberlandti Šilhavý, 1956
- Dicranolasma kurdistanum Starega, 1970
- Dicranolasma mladeni Karaman, 1990
- Dicranolasma opilionoides (Koch, 1867)
- Dicranolasma pauper Dahl, 1903
- Dicranolasma ponticum Gruber, 1998
- Dicranolasma ressli Gruber, 1998
- Dicranolasma scabrum (Herbst, 1799)
- Dicranolasma soerensenii Thorell, 1876
- Dicranolasma thracium Starega, 1976
- Dicranolasma verhoeffi Dahl, 1903

## Publications originales
- Sørensen, 1873 : « Bidrag til Phalangidernes Morphologi og Systematik samt Beskrivelse af nogle nye, herhen hørende Former. » Naturhistorisk Tidsskrift, sér. 3, vol. 8, p. 489–525 (texte intégral).
- Simon, 1879 : « Les Ordres des Chernetes, Scorpiones et Opiliones. » Les Arachnides de France, vol. 7, p. 1-332.